# Wonderful Tonight
«Wonderful Tonight»  es una canción compuesta e interpretada por Eric Clapton incluida en su álbum de 1977 Slowhand.

## Interpretación
Esta canción la escribió para su entonces esposa, Pattie Boyd. En 1988, Clapton tocó en el concierto para Nelson Mandela como artista invitado con Dire Straits, en donde se hizo una versión de la canción con el apoyo del grupo.

## Versiones
- El grupo británico Damage lo lanzó como sencillo en 1997, llegando al n.º 3 en las listas británicas.
- El artista de country David Kersh hizo una versión que apareció en su álbum If I Never Stop Loving You.
- El cantante de blues argentino JAF grabó una versión en español en su álbum Diapositivas de 1990.
- Michael Bublé hizo una versión en cooperación con Ivan Lins en su álbum Call Me Irresponsible.
- El cantante de country Don Williams hizo otra versión en 2003.
- El grupo de Heavy Metal catalán Sangtraït versionó esta pieza en el año 2005, dentro de un recopilatorio de baladas propias llamado Crits de silenci